# Synagoga w Antoniowie
Synagoga w Antoniowie – przypuszczalnie nieistniejący klojz znajdujący się w Antoniowie zlokalizowany w nieznanej części miejscowości.
Synagoga została zbudowana najprawdopodobniej w XIX wieku. Podczas II wojny światowej synagoga została najpewniej zniszczona przez hitlerowców. 